# محدودیت نرخ درخواست
در شبکه های رایانه ای ، از محدودیت نرخ درخواست (انگلیسی: Rate limiting) برای کنترل میزان درخواست های ارسال شده یا دریافت شده توسط کنترل کننده رابط شبکه استفاده می شود .از Rate limiting می توان برای جلوگیری از حملات DoS  و محدود کردن وب اسکرپینگ استفاده شود . 

## لوازم سخت افزاری
لوازم سخت افزاری می توانند میزان درخواست در لایه 4 یا 5 مدل OSI را محدود کنند .